# Молодняк (літературна організація)

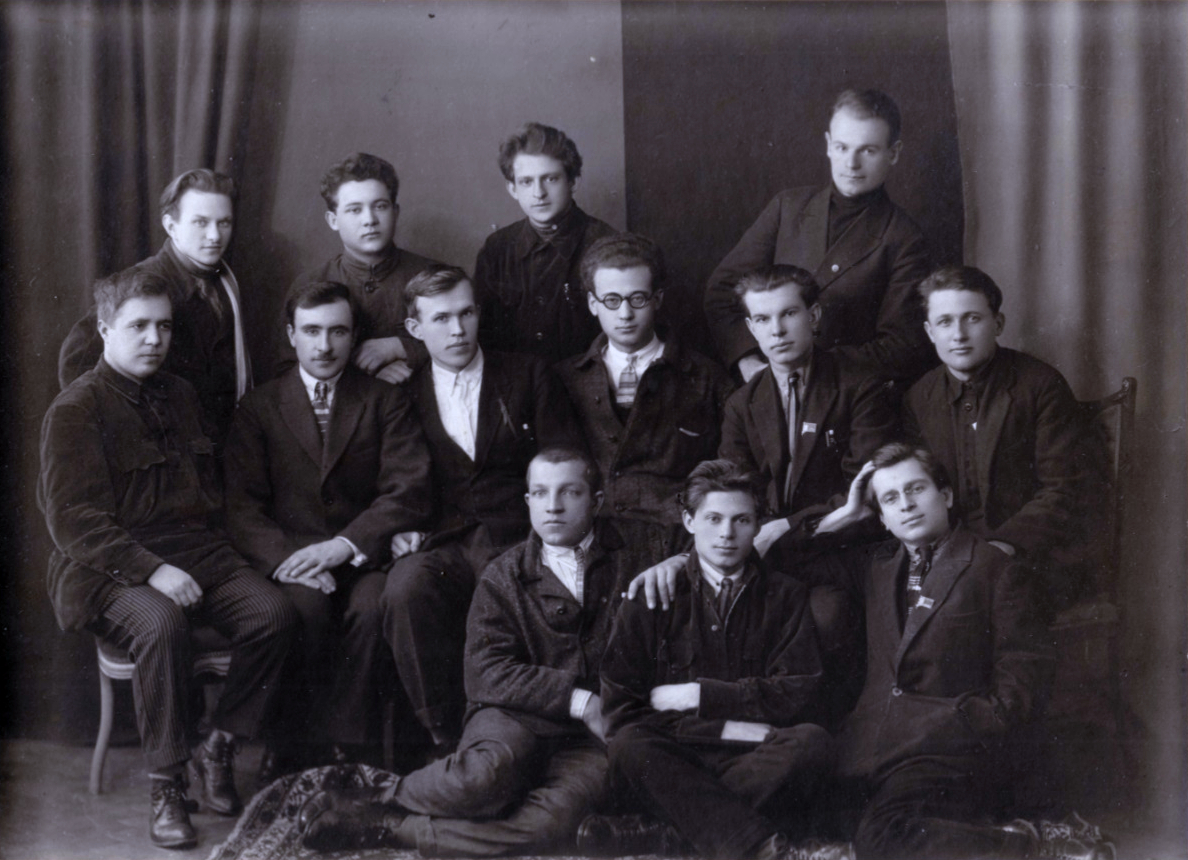
Літературна організація «Молодняк». 1927. Зліва направо: сидять унизу Олексій Кундзіч, Павло Усенко, Петро Голота; в середньому ряду Дмитро Гордієнко, Олесь Донченко, Терень Масенко, Леонід Первомайський, Іван Момот, Марко Кожушний; стоять угорі Іван Ковтун (Юрій Вухналь), Ярослав Гримайло, Борис Даніман (завідувач відділу друку ЦК ЛКСМУ і член редколегії журналу «Молодняк»), Володимир Кузьмич.

«Молодняк» — організація українських письменників (1926–1932), яка сповідувала ліві літературні смаки. Утворилася 1926 у Харкові після розколу «Гарту» та під час літературної дискусії 1925—1928 років. До угруповання входила творча молодь із Харкова та Києва, насамперед — вихідці з «Плуга».

## Учасники
Організація мала відділення у Харкові, Києві, Дніпропетровську, Запоріжжі, Миколаєві, Кременчуці й інших містах.
Харківські члени — Павло Усенко, Леонід Первомайський, Іван Момот, Володимир Кузьмич, Олексій Кундзіч, Ярослав Гримайло, Григорій Мізюн, Дмитро Гордієнко й інші; у Києві — Борис Коваленко, Олександр Корнійчук, Леонід Смілянський, Микола Шеремет, Анатолій Шиян, Петро Колесник, Андрій Клоччя.
Також членом організації був поет із Конотопщини Василь Басок.

## Ідеологія
У декларативній заяві «Від літературної організації „Молодняк“» проголошено: «Бадьорий і життєрадісний, з вірою у власні сили, виступає літературний комсомол, щоб виявити у своїх творах обличчя мільйонів пролетарської молоді, також відобразити і вселюдське життя через призму своєрідного юнацького світогляду».
«Молодняковці» оголосили себе «бойовим загоном пролетарського фронту». Тут не обійшлося без вульгаризації мистецтва: ідеологічно витримане римоване гасло ставилося вище ліричного вірша; романтика оголошувалася чужою і ворожою пролетаріату. Статті молодих критиків відзначалися ортодоксальністю, брутальною розправою з інакодумцями. Цьому угрупуванню можна протиставити об'єднання МАРС.
Й організація, і журнал чимало зробили для активізації літературної творчості молоді, виявлення талантів. У той же час своєю агресивною прокомуністичною ортодоксальністю та брутальними наскоками на інакодумців, виступами проти ВАПЛІТЕ, організація сприяла деморалізації українського письменства.
Видавався однойменний журнал «Молодняк», який згодом перейменували на «Дніпро» (виходить донині).

## Журнал угрупування

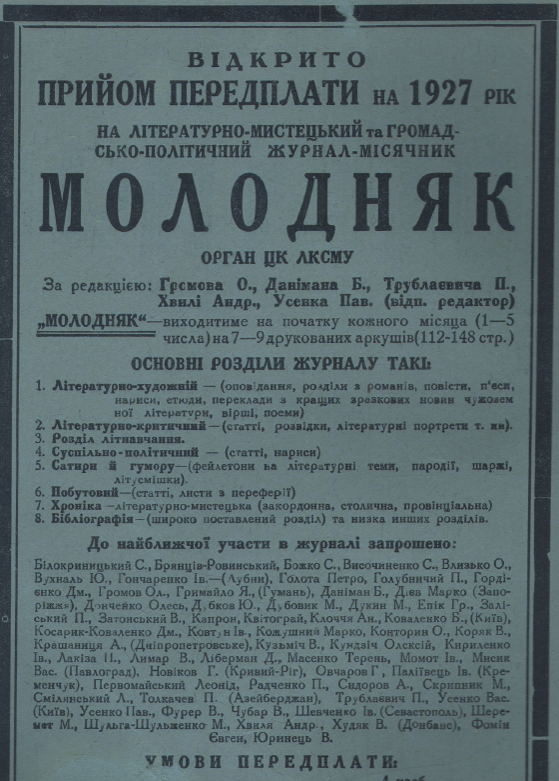
Журнал

Перше число нового журналу побачило світ у січні 1927 року. На обкладинці зазначалося: «літературно-мистецький та громадсько-політичний ілюстрований місячник, орган ЦК ЛКСМУ». Першим і багаторічним головним редактором журналу був Павло Усенко, але окрім літераторів у редколегії «Молодняка» були й партійні функціонери — голова відділу преси ЦК КП(б)У Андрій Хвиля, представник ЦК ЛКСМУ Борис Даніман. У першому числі була опублікована програмова за своїм характером стаття Івана Момота «Літературний комсомол».
Перші п'ять років існування «Молодняка» припали на добу розквіту «червоного ренесансу», на той час це був одинокий «товстий» молодіжний щомісячник.
Уже за перші рік-два свого існування «Молодняк» став хорошою стартовою платформою для молодих письменників, які щойно дебютували в літературі або навіть не встигли ще нічого надрукувати.